# Caralluma cicatricosa
Caralluma cicatricosa là một loài thực vật có hoa trong họ La bố ma. Loài này được (Deflers) N.E.Br. mô tả khoa học đầu tiên năm 1892.